# 🇬🇸
🇬🇸 is een Unicode vlagsequentie emoji die gebruikt wordt als regionale indicator voor Zuid-Georgia en de Zuidelijke Sandwicheilanden. De meest gebruikelijke weergave is die van de vlag van Zuid-Georgia en de Zuidelijke Sandwicheilanden, maar op sommige platforms (waaronder Microsoft Windows) ziet men de letters GS.
De vlagsequentie is opgebouwd uit de combinatie van de Regional Indicator Symbols 🇬 (U+1F1EC) en 🇸 (U+1F1F8), tezamen de ISO 3166-1 alpha-2 code GS voor Zuid-Georgia en de Zuidelijke Sandwicheilanden vormend.
Deze emoji is in 2010 geïntroduceerd met de Unicode 6.0-standaard.

## Gebruik

De landsvlag van Zuid-Georgia en de Zuidelijke Sandwicheilanden

Deze emoji wordt gebruikt als regionale aanduiding van Zuid-Georgia en de Zuidelijke Sandwicheilanden.

## Codering

De Twemoji-implementatie

### Unicode
In Unicode vindt men de 🇬🇸 met de codesequentie U+1F1EC U+1F1F8 (hex).

### Shortcode
Er zijn shortcodes  voor 🇬🇸; in Github kan deze opgeroepen worden met :south_georgia_south_sandwich_islands:,  in Slack kan het karakter worden opgeroepen met de code :flag-gs:.